# Absyrtus vernalis
Absyrtus vernalis là một loài tò vò trong họ Ichneumonidae.